# Esenyurt
Esenyurt é um distrito de Istambul, na Turquia, situado na parte europeia da cidade. Conta com uma população de 373 017 habitantes (2008).